# Lago Butte
El lago Butte  es un lago estadounidense situado  en el condado de Lassen , en el norte de California. El lago se encuentra dentro del Parque nacional volcánico Lassen, a una altitud de 1845 metros. 
El lago, de forma irregular, se encuentra en el extremo norte del Cinder Cone and the Fantastic Lava Beds, que es un complejo de flujos de lava y un cono de ceniza. Durante la década de 1770 el flujo de lava del cono de ceniza fluyó hacia el lago. Esto formó un campo de lava submarina. El agua del lago Snag fluye a través del campo de lava porosa hacia el lago Butte. El agua del lago Butte desagua a través del Butte Creek, que fluye hacia el norte fuera del parque.